# Usiinae
Usiinae (лат.) — подсемейство двукрылых из семейства жужжал (Bombyliidae). Около 200 видов

## Описание
Мухи жужжалы мелких и средних размеров (1—12 мм), внешне сходные с пчёлами. Тело короткое с широким брюшком. Имеют длинный хоботок. Флагеллум с одним или двумя (Apolysis) члениками жгутиками и субапикальной (Usiini) бороздкой, содержащей стилет (апикальной у Phthiriini); глаза самцов дихоптические, кроме у Usia, фасетки меньше вентрально, чем дорсально кроме Usia. Основания усиков на вершине лица; наличник достигает оснований усиков; пальпы односегментные, ямка отсутствует; цибариальные плечи простые; тенториальные плечи относительно узкие; задние тенториальные ямки округлые; посткраниальная область уплощена. Имеют один затылочный вырез; затылочные карманы присутствуют и полностью развиты, часто увеличены и простираются намного выше затылочного отверстия; затылочные аподемы присутствуют, за исключением Phthiria, где они, возможно, могли быть стёрты большими затылочными карманами; задний глазной край простой; голова немного шире, чем её высота. Жилкование крыла простое, три ветви Rs; M2 отсутствует у Usiini (присутствует у Phthiriini); анальная ячейка закрыта; костальная жилка окружная (Apolysis) или заканчивается на A1 или перед A1; пропрестернум грушевидный; препрококсальный мостик отсутствует; тергальный фулкрум присутствует.

## Классификация
Известно более 100 видов. Группу до 1990 года рассматривали в узком составе. Однако, Evenhuis (1990) пересмотрел классификацию двух подсемейств (или триб Pthiriini и Usiini), признав их близкое родство. В 1994 году был сделан вывод, что они образуют монофилетическую группу и должны быть объединены в одно подсемейство. Используя принцип первого пересмотра (ICZN, 1985: ст. 24), было выбрано имя Usiinae, чтобы иметь приоритет над Phthiriinae, так как первое название имеет линейный приоритет в Becker (1913). В таком широком виде подсемейство содержало 13 родов и около 250 видов, встречающихся во всех биогеографических регионах. Позднее их снова разделили и таксон Usiinae остался в узком таксономическом объёме, без представителей Phthiriinae (около 10 родов и 100 видов).
- Apolysis Loew, 1860 i c g b — около 100 видов повсеместно, кроме Австралазии
- Ectopusia Gibbs, 2023[8] — 1 вид
- Parageron Paramonov, 1929 c g — 4 вида
- Parusia Gibbs, 2023[8] — 8 видов
- Protypusia Gibbs, 2023[8] — 23 вида
- Usia Latreille, 1802 c g —

Источники: i = ITIS, c = Catalogue of Life, g = GBIF, b = Bugguide.net